# Troglohyphantes karolianus
Troglohyphantes karolianus là một loài nhện trong họ Linyphiidae.
Loài này thuộc chi Troglohyphantes. Troglohyphantes karolianus được miêu tả năm 2008 bởi Topçu, Türkes & Seyyar.